# لويس لويد فينتر
لويس لويد فينتر هو شخصية أعمال كندي، ولد في 17 مارس 1924 في تورونتو في كندا، وتوفي بنفس المكان في 5 نوفمبر 1965.